# Barbara van Celje
Barbara van Celje (ca 1392 - Mělník,11 juli 1451), ook wel Barbara van Cilli genoemd, was een adellijke vrouw uit het geslacht van de graven van Celje. Zij was de tweede vrouw van Sigismund van Hongarije en werd gekroond tot koningin van Hongarije, Rooms-Duitse koningin en koningin van Bohemen. Ze was actief betrokken bij staatszaken en was een aantal keren in naam van haar man regentes van Hongarije. Zij stond ook bekend als astrologe en alchemiste.

## Biografie
Barbara van Celje was de dochter van graaf Herman II van Celje en Anna van Schaunberg. Herman II had zich er met succes voor ingespannen dat de afgezette koning Sigismund van Hongarije (1368-1437) in 1401 kon terugkeren op de troon. Uit erkentelijkheid hiervoor vroeg Sigismund om de hand van Barbara, de jongste dochter van Herman II. Het huwelijk tussen Barbara en de meer dan twintig jaar oudere koning vond plaats in december 1405. In 1409 werd hun dochter Elisabeth geboren, de latere echtgenote van Albrecht II van Habsburg.
Barbara van Celje verbleef aanvankelijk vooral in Hongarije, waar ze uitgebreide landgoederen bezat. Ze was een aantal keren regentes toen haar man afwezig was en werd in 1408 tot koningin van Hongarije gekroond. Op 8 november 1414 werd ze samen met Sigismund van Hongarije tot Rooms-Duitse koningin gekroond; dit was de laatste kroning van een Duitse koningin in Aken.

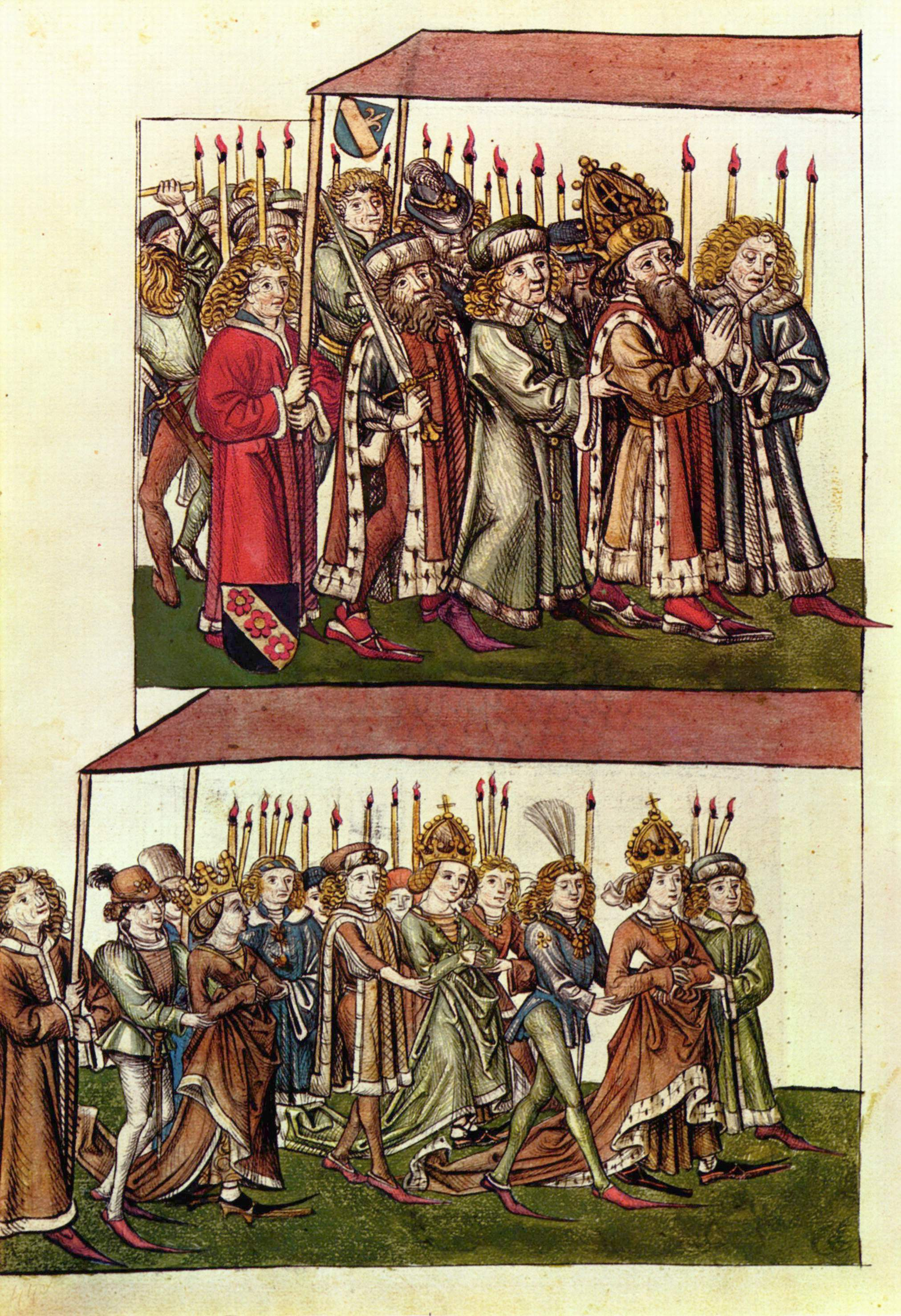
Barbara van Celje en haar man Sigismund van Hongarije tijdens het Concilie van Konstanz

Toen zij haar man vergezelde op het Concilie van Konstanz (1414-1418) maakte Barbara van Celje indruk op haar tijdgenoten door haar levendigheid en schoonheid. Zij bleef een jaar bij het concilie en keerde in december 1415 terug naar Hongarije. Tot de terugkeer van haar man in 1419 voerde ze daar alleen het bewind. In verschillende kronieken wordt gesproken over een verslechtering van de relatie tussen Barbara von Celje en Sigismund van Hongarije. Zij heeft echter altijd een aantoonbaar grote invloed gehad op haar man die veel waarde aan haar oordeel hechtte. Ook onderhandelde ze in zijn naam over grote financiële transacties met de vorsten van het Duitse rijk. Barbara von Celje was niet aanwezig bij de kroning van haar man tot koning van Bohemen in 1420 ten tijde van de Hussietenoorlogen. Zij werd zelf pas in 1437 tot koningin van Bohemen gekroond, vlak voor het overlijden van haar man.
In de strijd om de opvolging van Sigismund van Hongarije verbond ze zich in 1437 met de Bohemers tegen haar schoonzoon Albrecht II van Habsburg die vanwege zijn rol in Hussietenoorlogen door sommige groepen in Bohemen zeer werd gehaat. Zij steunde de Poolse koning Wladislaus III. Barbara van Celje werd door Albrecht II in Bratislava gevangen gezet; het lukte haar echter in 1438 om naar Polen te vluchten. Albrecht II verklaarde haar vogelvrij en haar landerijen in Hongarije werden in beslag genomen. De Poolse koning slaagde er niet in om de Boheemse troon te veroveren.
Pas enkele jaren na de dood van Albrecht II in 1439 keerde Barbara van Celje terug naar Bohemen. Ze woonde in Mělník, waar ze op 11 juli 1451 aan de pest stierf. Ze is begraven in de koninklijke graftombe in de Sint-Vituskathedraal in Praag.

## Alchemiste
Barbara van Celje hield zich bezig met occulte zaken en alchemie, wat haar in de ogen van haar tijdgenoten verdacht maakte.
Ze deed naar verluidt alchemistische experimenten waardoor ze koper- en kwikverbindingen als goud en zilver kon verkopen.
Over haar werd verteld dat ze tijdens het Concilie van Konstanz als vampier door de stad had gewaard. Zulke legendes bestaan in de Balkan nog steeds over haar.
Ook deden er verhalen de ronde over promiscue gedrag en lesbische relaties. Haar reputatie als "de Duitse Messalina" werd bewust in stand gehouden door de Habsburgers, haar politieke tegenstanders.

## Wetenswaardigheden
In Slovenië, het thuisland van de graven van Celje, leeft de herinnering aan Barbara van Celje nog steeds. In 2014 werden er ter herdenking van haar kroning tot Rooms-Duitse koningin in 1414 postzegels en een speciale herdenkingsmunt van twee euro uitgebracht.